# Tomo Fujita
Pour les articles homonymes, voir Fujita.
Tomo Fujita (トモ 藤田), né le 11 septembre 1965 dans la préfecture de Kyoto, est un guitariste et professeur de guitare au Berklee College of Music. Il est surtout connu pour avoir été le professeur de guitare de John Mayer[réf. nécessaire].
Il est également actif sur YouTube.